# Gouvernement Di Rupo II
Pour les articles homonymes, voir Gouvernement Di Rupo.
Région wallonne
Van Cauwenberghe II Demotte I
Le Gouvernement Di Rupo II est un gouvernement wallon bipartite composé de socialistes et de sociaux-chrétiens.
Ce gouvernement fonctionne du 6 octobre 2005 au 20 juillet 2007 en remplacement du Gouvernement Van Cauwenberghe II, à la suite de la démission de ce dernier. Il sera suivi du Gouvernement Demotte.

## Composition
| Fonction                                                                            | Titulaire | Titulaire               | Parti |
| ----------------------------------------------------------------------------------- | --------- | ----------------------- | ----- |
| Ministre-président                                                                  |           | Elio Di Rupo            | PS    |
| Vice-président Ministre du Logement, des Transports et du Développement territorial |           | André Antoine           | cdH   |
| Vice-président Ministre du Budget, des Finances, de l’Équipement et du Patrimoine   |           | Michel Daerden          | PS    |
| Ministre de la Formation                                                            |           | Marie Arena             | PS    |
| Ministre des Affaires intérieures et de la Fonction publique                        |           | Philippe Courard        | PS    |
| Ministre de la Recherche, des Technologies nouvelles et des Relations extérieures   |           | Marie-Dominique Simonet | cdH   |
| Ministre de l’Économie et de l’Emploi et du Commerce extérieur                      |           | Jean-Claude Marcourt    | PS    |
| Ministre de la Santé, de l’Action sociale et de l’Égalité des chances               |           | Christiane Vienne       | PS    |
| Ministre de l’Agriculture, de la Ruralité, de l’Environnement et du Tourisme        |           | Benoit Lutgen           | cdH   |